# Aporophyla dipsalea
Aporophyla dipsalea là một loài bướm đêm trong họ Noctuidae.